# Cerro Romauldo
Il Cerro Romauldo è un neck alto 398 m situato a vicino a San Luis Obispo, città californiana della contea di San Luis Obispo.Il rilievo fa parte della catena di neck chiamata Nine Sisters ed è il quinto che si incontra andando da Morro Bay a San Luis Obispo.
Chiamato ufficialmente Romualdo Peak fino al 1964, il Cerro Romauldo deve il suo nome ad uomo della tribù indiana dei Chumash che ricevette in concessione da Pío Pico, l'ultimo governatore messicano dell'Alta California, 0,47 km² (117 acri) di terra poi ribattezzati Rancho Huerta de Romauldo che in spagnolo significa l'orto (o il frutteto) di Romauldo. L'uomo rivendette poi la terra al capitano John Wilson nel 1846.
Negli anni novanta del diciannovesimo secolo, materiale di scavo proveniente dal Cerro Romauldo fu utilizzato nella costruzione della Southern Pacific Railroad.
Oggi la parte settentrionale del rilievo, adiacente alla California State Route 1, è di proprietà dello Stato della California, ed è utilizzata dalla Guardia Nazionale californiana di stanza nel vicino Camp San Luis Obispo come campo di addestramento. Anche per questo motivo l'accesso al Cerro Romauldo è attualmente interdetto al pubblico.